# Bernice Pauahi Bishop

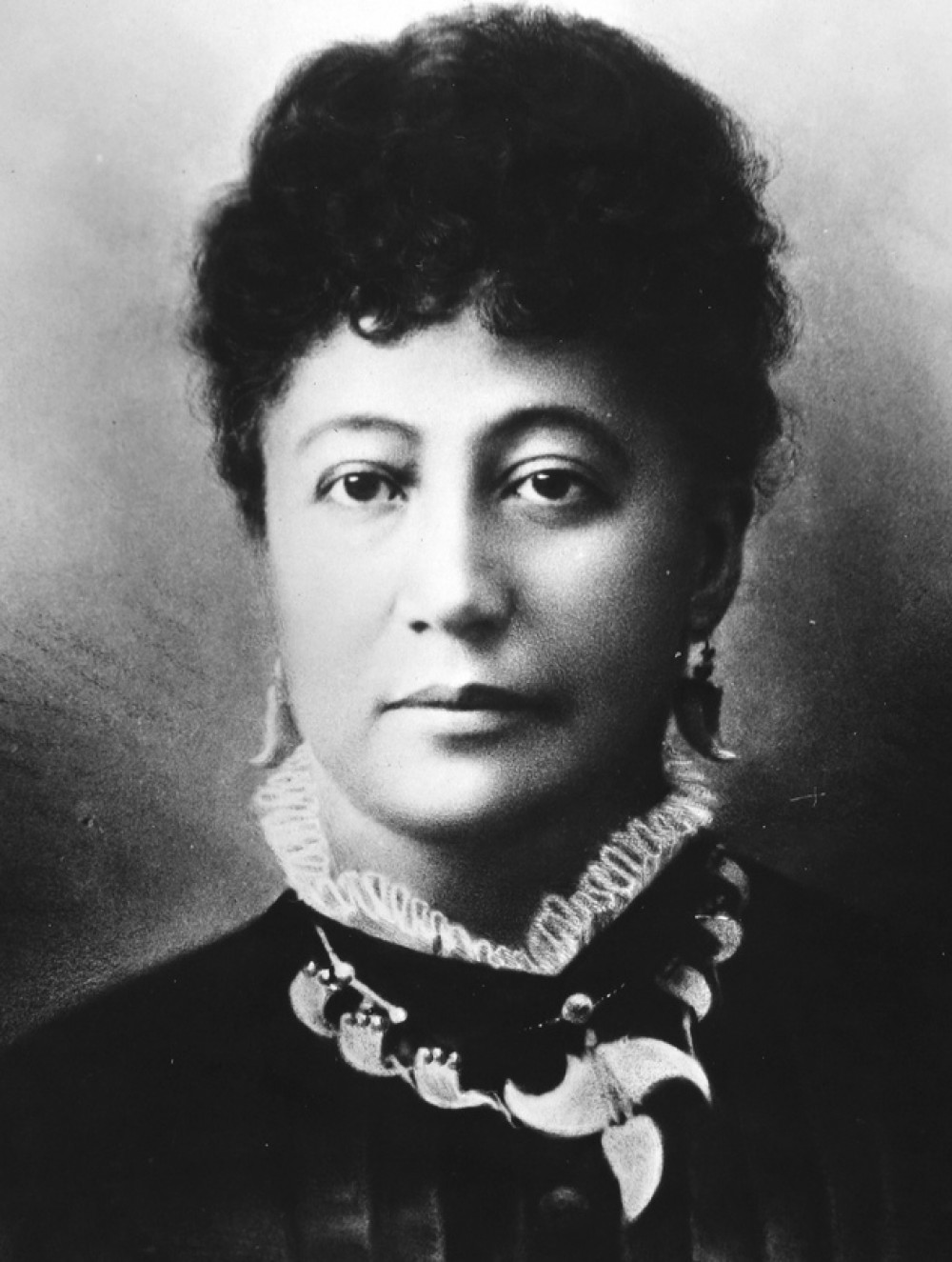
Bernice Pauahi Bishop

Bernice Pauahi Bishop (geb. Bernice Pauahi Pākī * 19. Dezember 1831 in Honolulu; † 16. Oktober 1884) war eine Adlige der Königsfamilie des Königreich Hawaiʻi und die letzte Angehörige der Stammeslinie der Kamehameha-Dynastie. Ihr gehörten rund 9 % der Gesamtfläche der Inseln. Sie war damit die größte Landbesitzerin des Königreichs und gilt als eine der größten Philanthropen von Hawaii.  

## Leben

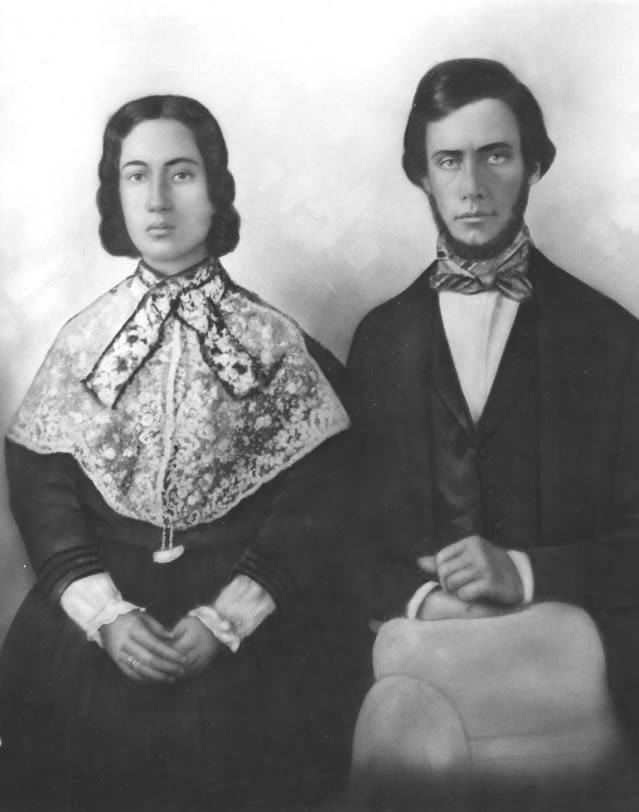
Hochzeitsfoto (4. Juni 1850)

Sie wurde am 19. Dezember 1831 als Tochter des Oberhäuptlings Abner Pākī und Laura Kōnia Pākī in Honolulu geboren. Sie war die Ur-Enkelin von König Kamehameha I.,  der die hawaiischen Inseln vereinigte. Mit sieben Jahren wurde sie in die königliche Schule geschickt, die von einem protestantischen Missionarspaar geleitet wurde, wo sie eine westliche Erziehung erhielt. Bereits während ihrer Schulzeit machte sie die Bekanntschaft mit Charles R. Bishop aus Glens Falls, New York. Er wuchs auf einer Farm auf und hatte die Schule bis zur 8. Klasse besucht. Er kam 1846 im Alter von 24 Jahren nach Hawaii und fand eine Anstellung im US-Konsulat. Obwohl Bernices Eltern sie an die Verpflichtung erinnerten, innerhalb der Königsfamilie zu heiraten, vermählten sich beide 1850. Charles Bishop wurde Geschäftsmann und gründete 1858 das Unternehmen Bishop and Company, aus der die First Hawaiian Bank hervorging, die größte Bank von Hawaii. Er wurde durch seine Aktivitäten im Bank- und Immobiliengeschäft einer der reichsten Männer des Königreichs. Als letzte Angehörige der Kamehameha-Stammlinie erbte sie 378.570 Acres (1532 km²) Land, das meiste von ihrer Cousine, Prinzessin Ruth Keʻelikōlani (1826–1883), der reichsten Frau von Hawaii. Sie blieb kinderlos und starb am 16. Oktober 1884 an Brustkrebs.

## Kamehameha Schools
In ihrem Testament verfügte sie, dass der größte Teil ihres Landbesitzes in einem Trust gehalten werde, mit dem zwei Schulen mit Internat in Hawaii finanziert werden sollen – eine für Mädchen und eine für Jungen – in denen vorzugsweise Kinder hawaiischer Abstammung unterrichtet werden. Bereits 1878 wurde die erste Jungenschule auf dem Gelände des heutigen Bernice Pauahi Bishop Museums eröffnet, eine Mädchenschule folgte 1894, in denen Kinder vom Vorschulalter bis zur 12. Klasse unterrichtet wurden. Die Anzahl der Kamehameha-Schulen auf den Inseln hat sich im Lauf der Zeit auf 31 Vorschulen und drei Schulen bis zur 12. Klasse erhöht, in denen jährlich 47.000 Kinder unterrichtet werden. Kamehameha Schools ist nach dem Staat Hawaii und der US-Regierung der drittgrößte Landbesitzer in Hawaii.